# Shan
Das Volk der Shan, im Deutschen auch Schan (andere Bezeichnungen: Sha, Tai Shan, Sam, T(h)ai Yai (große T(h)ai), Tai Luang, Ngio, Ngiow, Ngiaw, Ngiao, Ngeo, Dai, Sán Chay etc.) ist die größte nationale Minderheit in Myanmar (Birma). Es gehört zur Familie der Tai-Völker.

## Name
Die Shan nennen sich selber nicht Shan, sondern Tai (တႆး). in Thailand werden sie als Thai Yai (ไทใหญ่) große Thai bezeichnet. Der Name Shan (ရှမ်း) kommt aus dem Birmanischen und bedeutet Siam, สยาม ausgesprochen Sayaam der alte Name von Thailand.

## Siedlungsgebiet

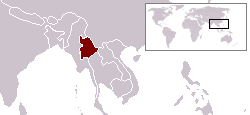
Shan-Staat in Myanmar

Die Shan leben hauptsächlich im Shan-Staat mit der Hauptstadt Taunggyi im Osten Myanmars, wo sie mit 8,5 % (etwa vier Millionen) die größte Minderheit bilden. Des Weiteren leben Shan im südwestlichen Kachin-Staat. Andere Quellen beziffern die Anzahl der Shan mit sieben bis acht Millionen, wobei allerdings nicht nur dieses Tai-Volk, sondern auch noch Pa-o, Padaung, Wa, Kachin, Akha und Lalu dazugezählt werden und so wohl eher die Gesamtbevölkerung des Shan-Staats genannt wird. Kleine Gruppen von Shan finden sich auch an der Grenze zur chinesischen Provinz Yunnan, in Laos und in Thailand. Die in China offiziell zur Dai-Nationalität gezählte Bevölkerung ist eng mit den Shan verwandt oder zumindest teilweise mit ihnen identisch. Sie haben geschichtlich betrachtet dieselben Ursprünge und auch kulturelle Gemeinsamkeiten.

## Untergruppen

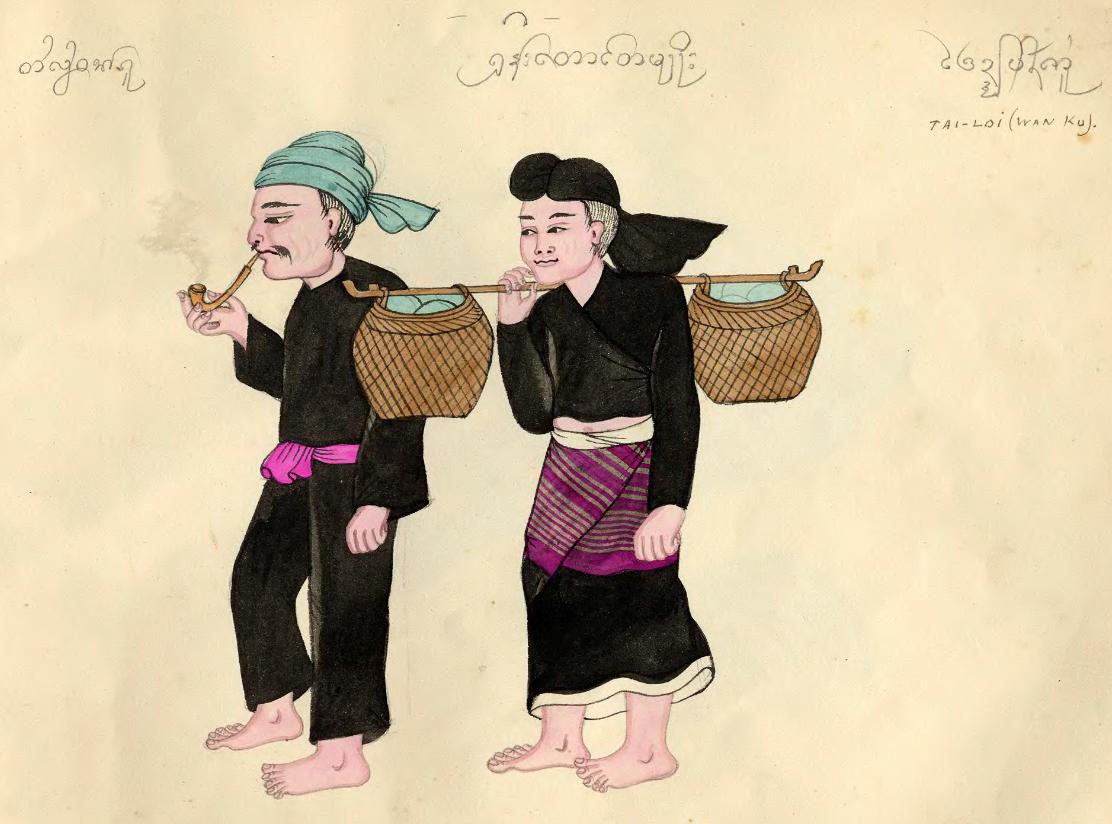
Tai Loi auf einem Manuskript von 1900

Es gibt zwölf Untergruppen der Shan, die sich aber zum größten Teil als zu den Shan gehörig und nicht als unterschiedliche Ethnien fühlen. Die genaue Zuordnung ist jedoch umstritten, da sich viele Tai-Sprachen ziemlich ähneln. Zudem existieren eindeutig unterschiedliche Dialekte und Traditionen. Man unterscheidet nach Kultur und Dialekt nördliche, südliche und chinesische Shan und folgende Untergruppen:
- Tai Nue (Nördliche oder Chinesische Shan; vgl. Dai und Tai Nüa),
- Tai Lam (Schwarze Shan in Laos und China),
- Tai Sa (Chinesische Shan),
- Tai Mao (leben entlang der Grenze zwischen China und dem Shan-Staat),
- Tai Khun,
- Tai Sipsong Panna (im Norden des Shan-Staats; vgl. Xishuangbanna, Dai und Tai Lü),
- Tai Kham Ti (im Norden des Shan-Staats und im Kachin-Staat),
- Tai Lue (Lan Na, Thailand; vgl. Dai und Tai Lü),
- Tai Long (Thailand, Zentralregion des Shan-Staats),
- Tai Leng (Kachin, Grenzregion des Shan-Staats),
- Tai Loi (Berg-Shan),
- Tai Lai

## Geschichte

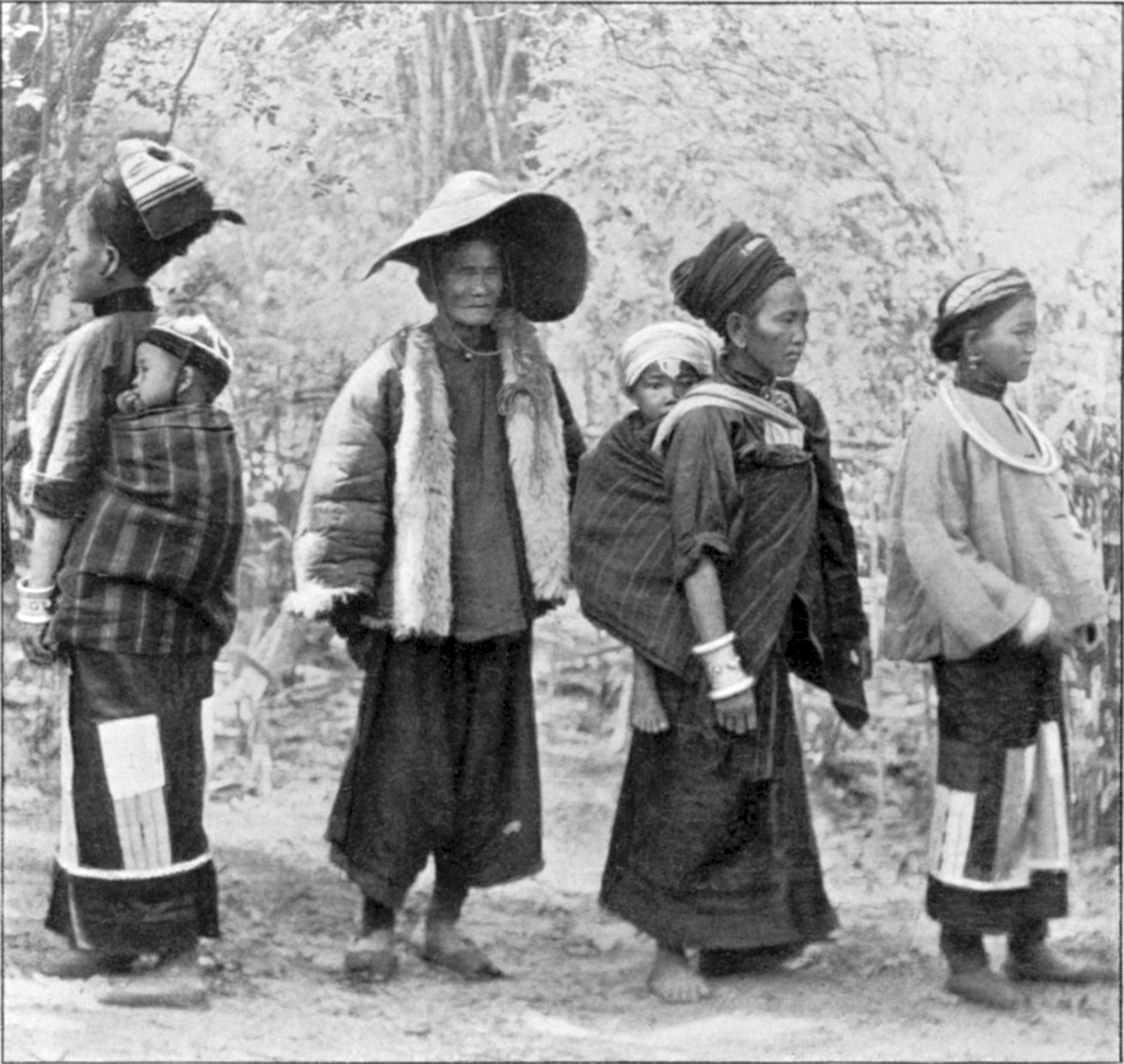
Gruppe von Shan um 1900

Die Shan sind 650 v. Chr. aus dem heutigen China in ihr heutiges Siedlungsgebiet eingewandert. Ende des 13. Jahrhunderts regierten sie mit dem Königreich Ava über Birma, und bis zur Mitte des 14. Jahrhunderts hatten sie ihr Reich bis nach Yunnan in China, nach Tenasserim im Südosten Birmas, nach Assam in Indien und in Teile von Laos und Thailand ausgedehnt.

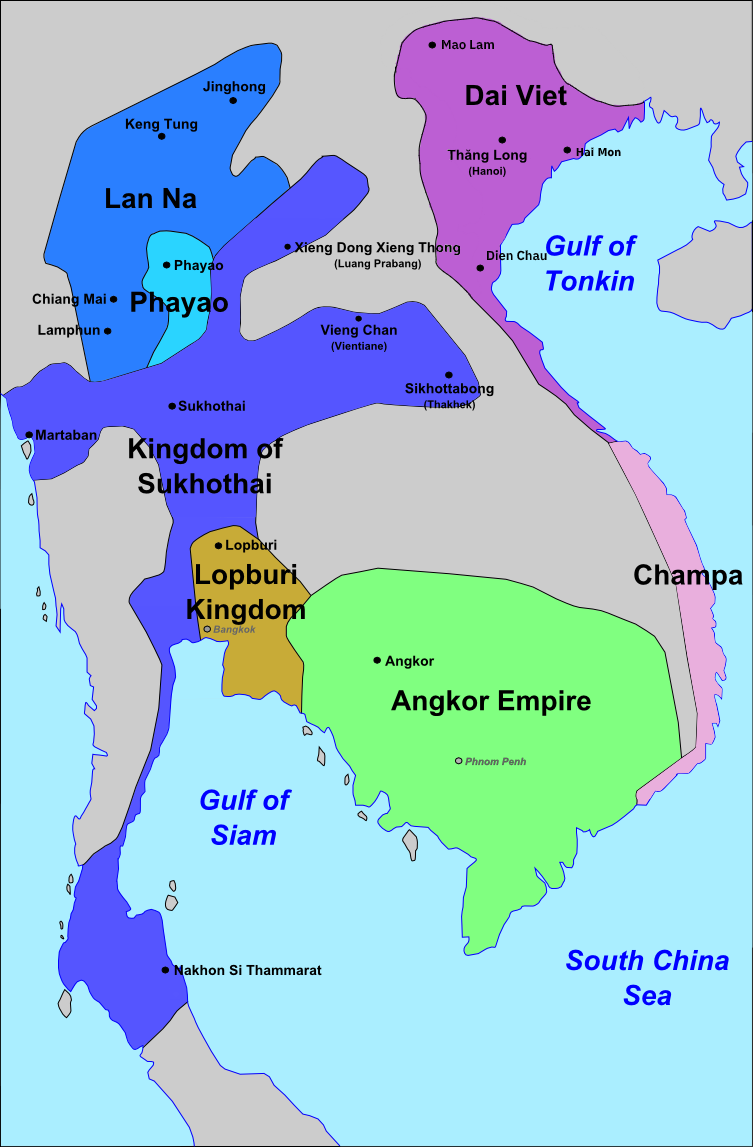
Das Kōnigreich Lan Na im 13. Jahrhundert

Teile des Shan-Staates waren dem Kōnig von Siam tributpflichtig und gingen nach der Eroberung von Mandalay durch die Engländer an die Kolonie Indien. Auf der Karte: Rot, Siamesische Tributgebiete die an England gingen, Lila Gebiete die an die franzősische Kolonie Indochina gingen. Der Salaween bildete davor die Grenze zwischen Burma und Siam.

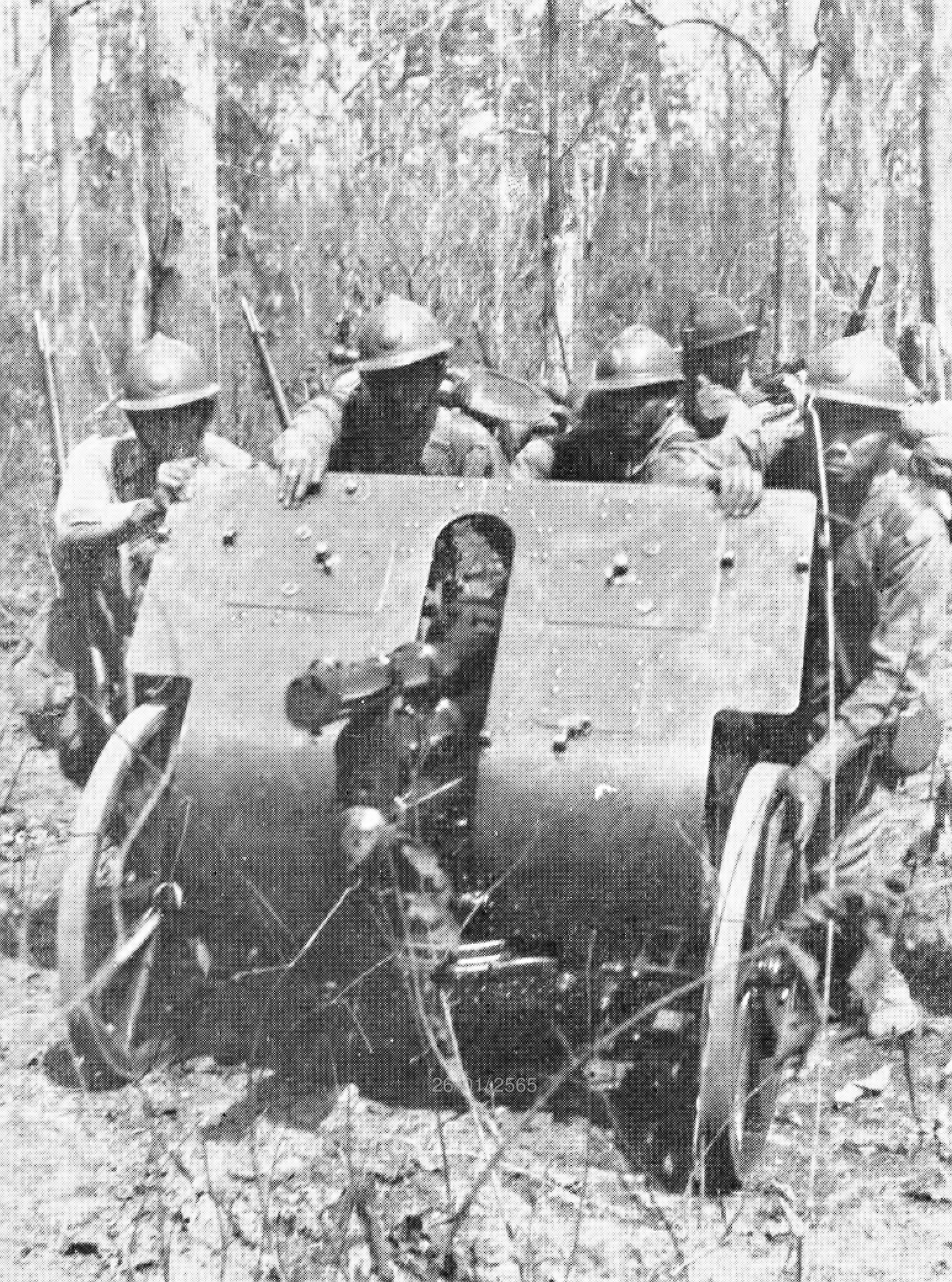
Thai Armee im Shan-Staat 1942

Ende des 16. Jahrhunderts wurden die Shan von den Birmanen unterworfen, und 50 Jahre später beendeten die Chinesen die Shan-Monarchie. 1774 eroberte Siam das Kőnigreich Lan Na und machten es tributpflichtig. Lan Na war davor Burma tributpflichtig gewesen und umfasste Teile des heutigen Shan-Staates. Der Shan-Staat wurde 1887 ein britisches Protektorat, 1922 wurde den Shan ein eigener Status gegeben und die Briten schufen die Federated Shan States. Anfang 1942 marschierten die Chinesen unter Chiang Kai-shek im Gebiet der Shan ein. Sie taten dies um die Briten im Kampf gegen die Japaner zu unterstūtzen welche in Myanmar eingefallen waren. Am 10. Mai 1942 marschierte Thailand wiederum als Verbǜndeter der Japaner in Kengtung ein und vertrieben die Chinesen. Sie eroberten also die Gebiete zurǜck, welche sie ab 1883 in den Grenzverträgen mit England verloren hatten. Am 14. August 1945 zogen sie die Thai wieder zurück, um eine Aufnahme Thailands in die UN nicht zu gefährden. Die Shan-Staaten kamen wieder unter britische Herrschaft.
Im Vertrag von Panglong von 1947 zwischen Birma und den Shan wurde der Weg zur Verfassung der Union von Birma geebnet, der die gemeinsame Unabhängigkeit im Jahre 1948 folgte. Den Shan wurde in der Vereinbarung zugesichert, sich nach einer Frist von zehn Jahren von der Union lösen zu können.

Flagge des Shan-Staates

 Ende 1949 zogen sich geschlagene Truppen der 93. Division der Kuomintang (kurz KMT) von Yunnan kommend in die Gebiete der Shan zurück und errichteten Basen im Shan-Staat. Zirka 12.000 Mann KMT Truppen setzten sich im Shan-Staat fest und begannen mit dem Opium Anbau und Handel und ermutigten Shan mit ihnen in das Geschäft einzusteigen. Die KMT bezahlten Waffen, Munition und andere Notwendigkeiten mit dieser Droge. Die Regierung in Rangoon beschwerte sich am 17. März 1953 bei der UN-Hauptversammlung. 59 Staaten stimmten für die Forderung nach einem kompletten Rückzug der nationalchinesischen Truppen. Nur Nationalchina stimmte dagegen. Die Tatmadaw startete darauf die Operation Nagar Naing um die Truppen aus Mong Hsat zu vertreiben. Die Tatmadaw erlitt eine schwere Niederlage.
Ende 1953 kam es zu Verhandlungen um einen Rückzug der KMT aus dem Shan-Staat zu ermöglichen. Im Februar und April 1954 wurden Tausende KMT Mitglieder ŭber Chiang Rai nach Taiwan ausgeflogen. Aber 6.000 KMT Truppen verblieben im Shan-Staat. Erst 1960 gelang es der Tatmadaw mithilfe von chinesischen Truppen die KMT aus dem Shan-Staat Richtung Thailand zu vertreiben. Am 31. März und 17. April 1961 evakuierte Taiwan 4.500 KMT Soldaten. Die restlichen Einheiten der KMT flohen nach Thailand und Laos. Viele von diesen hatten einheimische Frauen geheiratet und Familien gegründet und siedelten im Grenzgebiet von Chiang Rai, Chiang Mai und Mae Hong Son. Sie beschäftigten sich weiterhin mit Opium und arbeiteten mit Shan Gruppierungen im Shan State zusammen. Sie organisierten Maultierkaravanen um das Opium aus den entlegenen Gebieten des südlichen Shan-Staates zu schmuggeln. Den Kampf gegen das kommunistische China hatten sie aufgegeben. Stattdessen wurden sie von Thailand als Grenzschutztruppen eingesetzt.
Mit den chinesischen Truppen kamen 1961 Mitglieder der Kommunistischen Partei Burmas und chinesische Freiwillige und diese setzten sich im őstlichen Shan-Staat in den ehemaligen Basen der KMT fest. Besonders in den Grenzgebieten zu China, also in Kokang, in Mong La und in den Wa Gebieten rekrutierten sie Einheimische. Von dort aus organisierten sie Vorstŏße nach Zentral Myanmar.
Da sich 1957 deutlich abzeichnete, dass sich der Shan-Staat nicht, wie im Vertrag von Panglong zugesichert, von der Union Birmas abspalten konnte, gingen Studenten in den bewaffneten Untergrund, um ihre Unabhängigkeit militärisch zu erzwingen.
Dabei wurden sie von den KMT unterstützt.

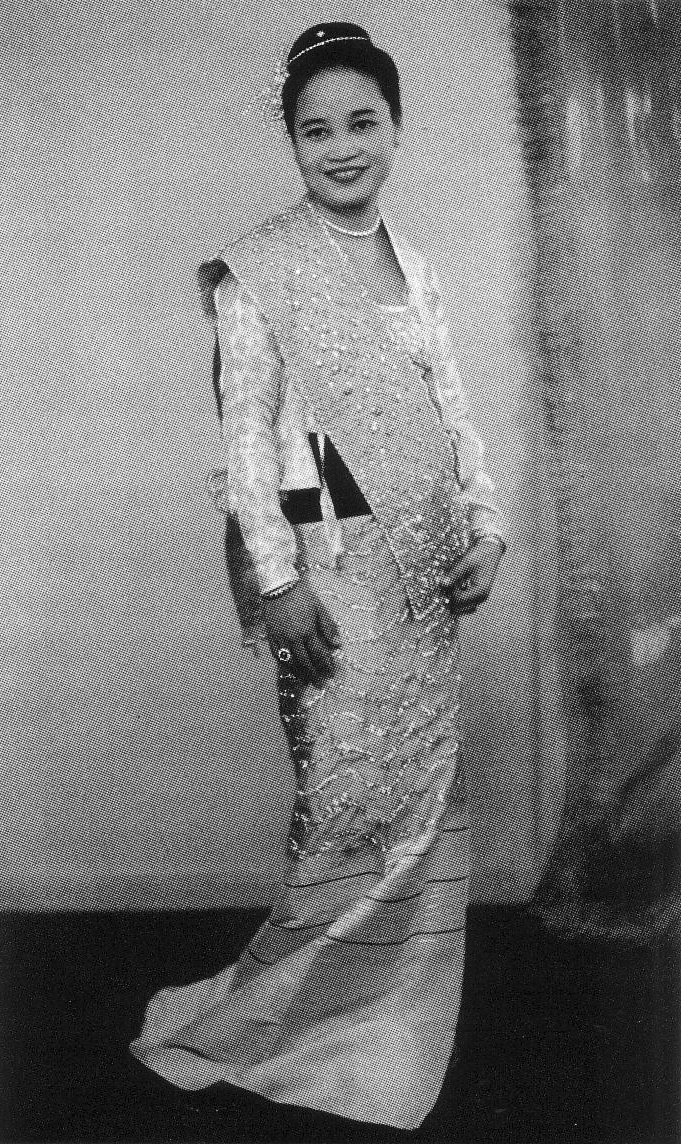
Sao Nang Hearn Kham gilt als Gründer der Shan State Army. Sie war die Ehefrau von Sao Shwe Thaik, dem ersten Präsidenten von Myanmar.

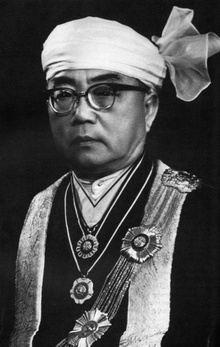
Sao Shwe Thaik war Fürst von Yawnghwe, eines der mächtigsten Fürstentümer im Shan-Staat. 1962 wurde er von Ne Win verhaftet und starb wenig später in Gefangenschaft. Seine Frau Sao Nang Hearn Kham gründete 1964 die Shan State Army

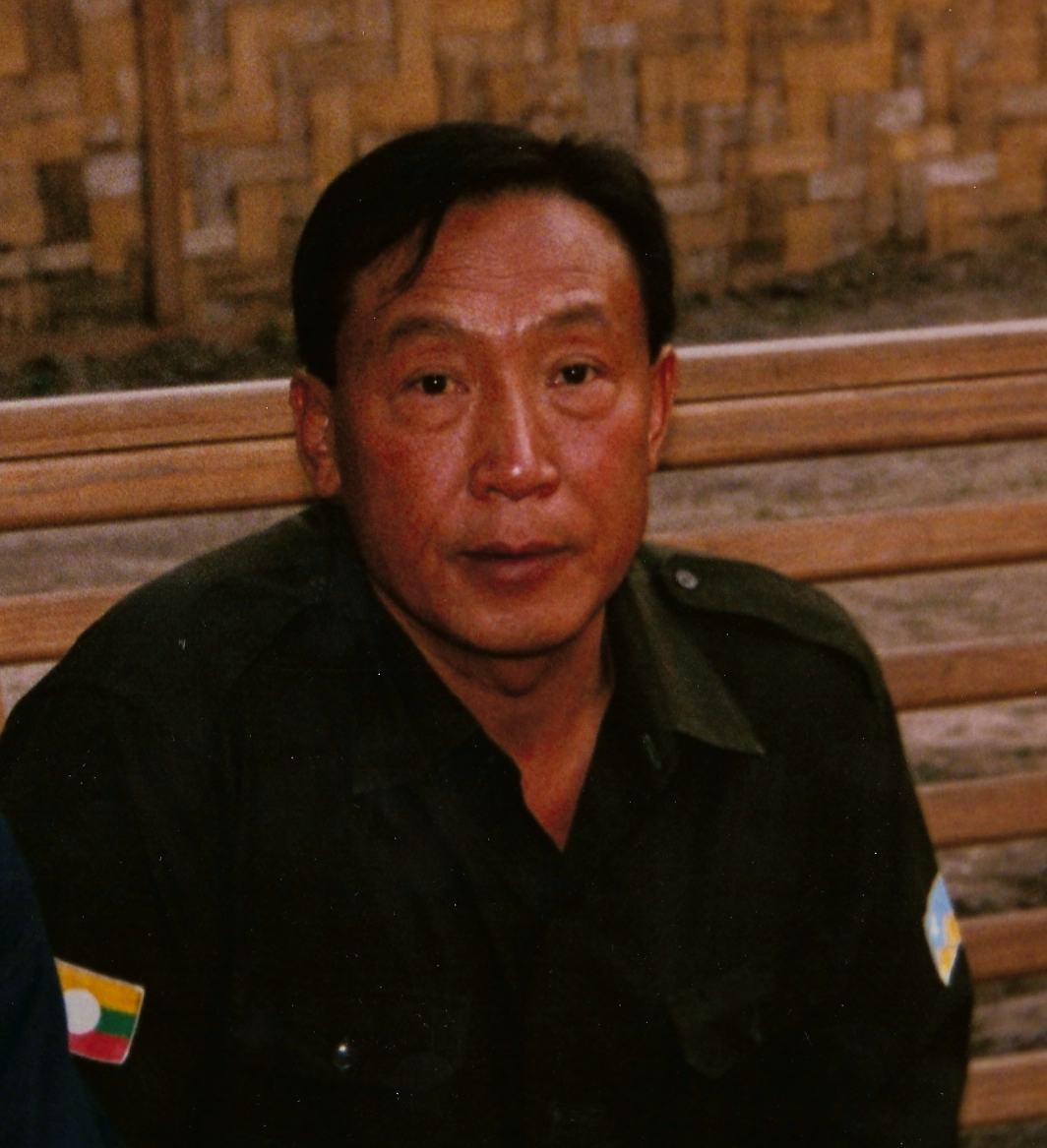
Khun Sa wurde zu einer mächtigen Figur im Shan-Staat. Er soll 95 % des Heroinexports aus dem Staat kontrolliert haben.

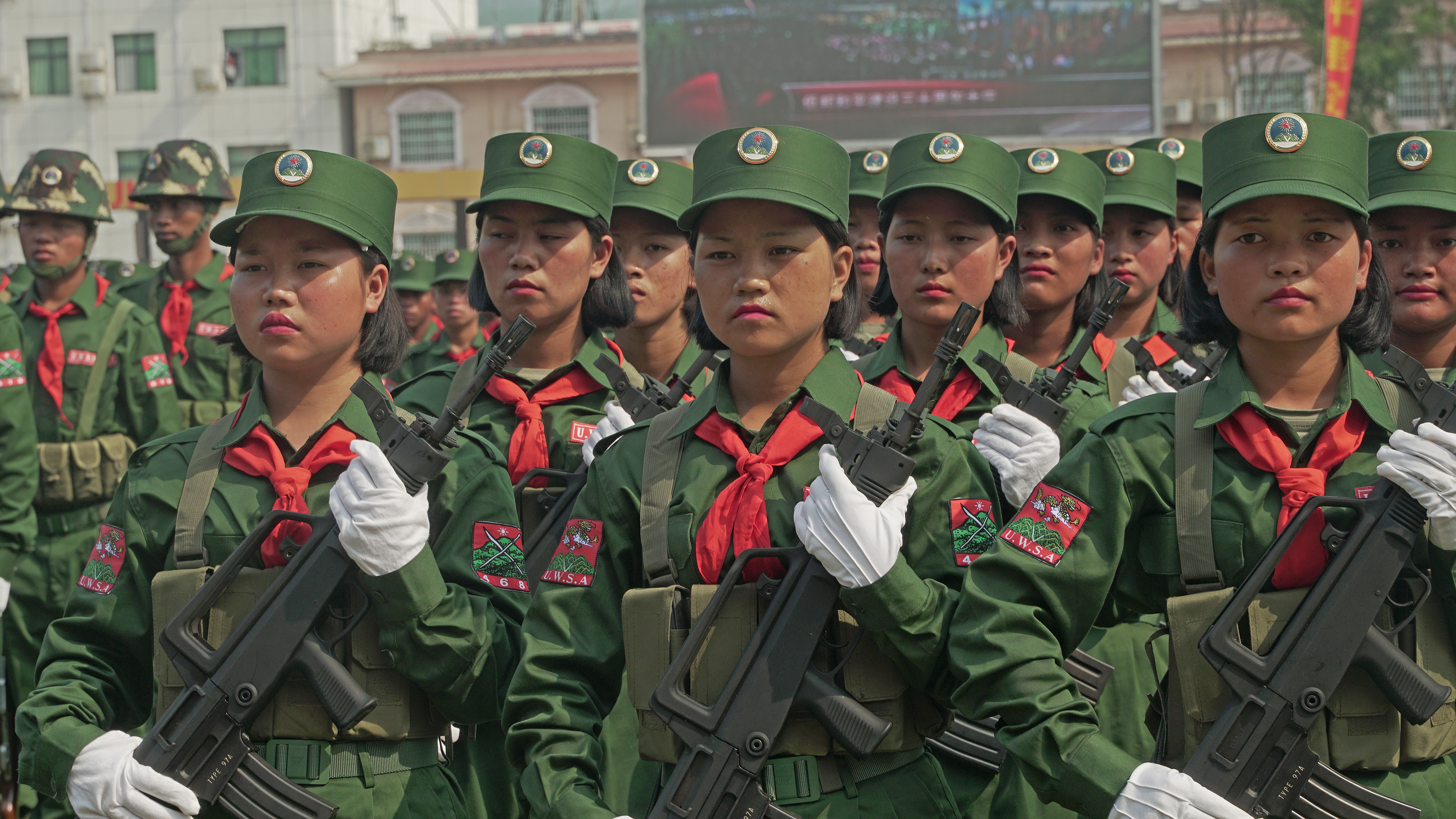
Die UWSA gilt als die größte und einflussreichste Miliz - ethnische Armee im Shan-Staat. Im Bild Mitglieder der 468. Division UWSA.

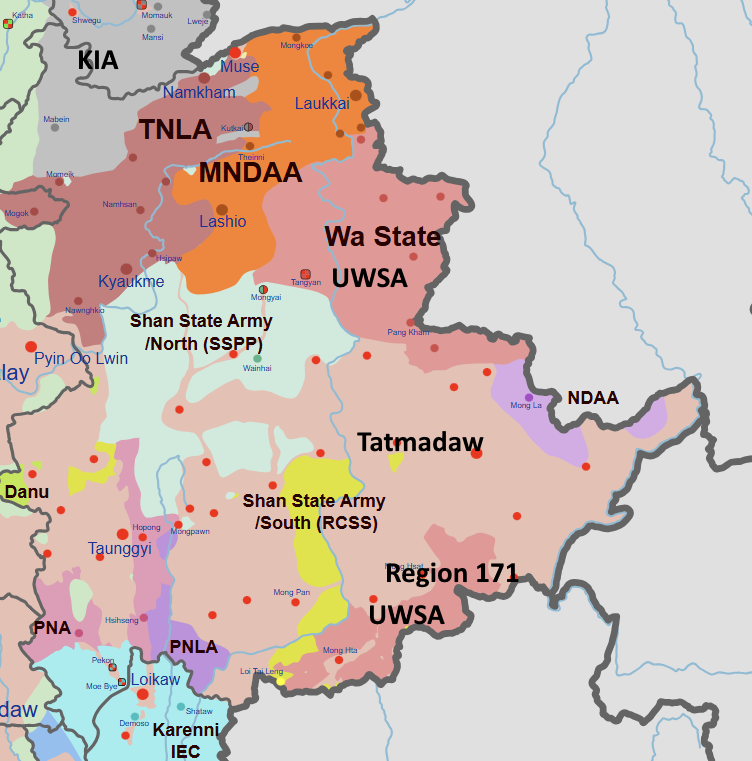
Situation im ShanStaat 2025

Im Jahre 1962 putschte das birmanische Militär und setzte die Verfassung außer Kraft. Der Anführer des Putsches, Ne Win hatte bereits als Premierminister 1959 die Macht der Fürsten im Shan-Staat aufgehoben. Die Militärregierung verfolgte einen sozialistischen, zentralistischen Kurs. Die Shan State Army (kurz SSA) wurde 1964 durch den Zusammenschluss mehrerer Gruppen gegründet. Sie gilt als Erste ernstzunehmende Widerstandsbewegung gegen die Macht des Militärs. Einer der Ziele der SSA war die Wiederherstellung der alten Zustände, also die Macht der Fürsten. Die SSA wurde von Sao Nang Hearn Kham geprägt, einer Prinzessin des Fürstentums North Hsenwi. Sie war mit Sao Shwe Thaik verheiratet gewesen, dem ersten Präsidenten des Landes Burma, und Fürst von Yawnghwe. Sao Shwe Thaik wurde 1962 verhaftet und starb im selben Jahr im Gefängniß. Die SSA bekämpfte die Militärregierung aber auch die CPT und die KMT, welche vom CIA unterstūtzt wurde. 1969 verfügte die SSA über fast 10.000 Mann. Aber die Verluste waren groß und viele Kämpfer schlossen sich anderen Widerstandsgruppen an oder liefen zu den Kommunisten über. 1976 galt die SSA als geschlagen und lőste sich auf. Die SSA bildete aber die Basis der noch heute bestehenden Shan Armeen. Die Shan State Army-North (kurz SSA-N) der Shan State Progress Party baute auf den 4.000 Kämpfern auf, welche von der SSA zur CPB ǜbergelaufen waren. Die CPB erhielt Hilfe aus China während die SSA von keiner ausländischen Macht Unterstützung erhielt. Im Süden schlossen sich 2.000 Soldaten den Drogenmilizen um die KMT an, welche von der CIA unterstützt worden sind. Auf diesen Milizen basiert die noch heute aktive Shan State Army-South (kurz SSA-S) des Restoration Council of Shan State. Finanziert wurde der bewaffnete Kampf unter anderem mit Opiumanbau. Im Mai 1973 vereinbarte die birmanische Regierung mit den USA die Bekämpfung des Mohnanbaus.
Der chinesische Shan Khun Sa (alias Chang Shi-fu), ein Opiumhändler, baute zwischen 1965 und 1969 eine Miliz auf, die zunächst die Regierung unterstützte. Die Miliz war vom Typ Ka Kwe Ye und nannte sich Loi Maw und der Deal mit der Regierung war, dass die Miliz die nationale Infrastruktur zum Opiumhandel nutzen durfte, wenn sie im Gegenzug die Kommunisten bekämpfte. Ka Kwe Ye bedeutet Verteidigung und war ein Typ von Miliz. Die Ka Kwe Ye Milizen wurden durch lokale Initiativen aufgebaut, nicht durch das Militär gegrǔndet. Sie finanzierten sich selber und wurden von der Regierung als Milizen anerkannt. Diese Milizen unterstanden nicht der Militärhiarchie und wurden vom Militär weder ausgerüstet, noch ausgebildet oder bezahlt. Oftmals bekamen Ka Kwe Ye Milizen Lizenzen zum Beispiel für den Abbau von Bodenschätzen, Abholzgenehmigungen und Ländereien damit sie sich selber finanzieren konnten. Im ganzen Shan-Staat gründeten lokale Führer Ka Kwe Ye Milizen, welche sehr einflussreich wurden. Khun Sa wurde der inoffizielle Führer der Ka Kwe Ye Milizen. Dem Militär wurde er dadurch zu mächtig und er wurde 1969 verhaftet. 1973 wurde er im Zuge eines Gefangenaustauschs freigelassen. Mitglieder seiner Miliz hatten russische Mediziner entführt und als Geiseln genommen.
Nach seiner Freilassung baute Khun Sa 1974 aus der Loi Maw die Shan United Army (SUA) auf und bekämpfte die Militärregierung. Auch wenn der Name etwas anderes vermuten ließ, waren die meisten Mitglieder der SUA Chinesen, also ehemalige Mitglieder der KMT im Shan-Staat und Thailand. Und sie waren eher eine kriminelle Vereinigung von Drogenhändlern als Freiheitskämpfer. Das Hauptquartier der SUA befand sich in Ban Hin Taek. Ban Hin Taek war eine Bergsiedlung im Nordwesten der Provinz Chiang Rai, 1903 von Akha-Einwanderern aus dem Shan-Staat gegründet. 1982 wurde das Dorf von Thai Truppen gestürmt. Khun Sa baute ein neues Hauptquartier in Homong im Shan-Staat auf, gegenüber der thailändischen Provinz Mae Hong Son.
1985 vereinigte er sich mit Mo Heing (alias Korn Jerng), der 1982 die Shan United Revolutionary Army (SURA) gegründet hatte. Die SURA hatte sich zuvor mit einer Abspaltung der SSA zur Tai Revolutionary Army (TRA) vereinigt. SUA und TRA bildeten nun die Muang Tai Army (MTA), die von Khun Sa kommandiert wurde. Der Vereinigte Rat des Shan-Staates stand unter dem Vorsitz von Khun Saeng, dem Onkel von Khun Sa, und später von Mo Heing. Nach dessen Tod im Juli 1991 übernahm dieses Amt Khun Sa. Diese sogenannte nationale Shanbewegung war nichts weiter als eine Drogenorganisation. 8.000 Mann hatte die MTA 1993 unter Waffen, darunter viele Kinder. In den 1990er Jahren wurde die MTA von Regierungstruppen und besonders von der United Wa State Army (kurz UWSA) besiegt. Khun Sa kapitulierte 1996 und lebte weiter als Geschäftsmann. Eine Abspaltung der MTA, die SSA-S führte den Kampf gegen die Regierung fort. Die UWSA kontrolliert bis heute (Stand 2025) immer noch große Teile des ehemaligen Gebiets der MTA an der Thai Grenze zu Chiang Mai und Chiang Rai, während die SSA-S primär im Gebiet nördlich von Loi Taileng am Salween aktiv ist. Das Gebiet der UWSA wird Region 171 genannt. Die UWSA erhielt die Gebiete 1996 als Dank für ihre Zusammenarbeit mit dem Militär gegen die MTA zugesprochen. Die UWSA verdrängte einen Teil der Shan Bevölkerung und siedelte ethnische Wa in der Region 171 an.
In den Jahren 1996 und 1997 wurden große Teile des mittleren Shan-Staats durch Militäroperationen entvölkert, 2000 Dörfer durch Regierungstruppen niedergebrannt. Etwa 300.000 Bewohner wurden zu Flüchtlingen, davon waren die meisten Shan. Viele Shan führten die Vertreibung auf Kapitulation der MTA zurück. Die Weltöffentlichkeit ignorierte diese Vertreibung.
Die Vertreibung konnte unter anderem deshalb gelingen, weil die SSA-N einen Waffenstillstand unterschrieben hatte, welche Einsätze außerhalb ihrer Gebiete nicht zuließen, und da die Tatmadaw und die UWSA massiv im Süden gegen die Shan Milizen vorgingen, konnten diese auch nicht eingreifen.
Im Dezember 2011 unterzeichnete die Shan SSA-S einen Friedensvertrag mit der neuen Regierung. Es kam jedoch weiterhin zu Kampfhandlungen mit der Regierungsarmee und zu Menschenrechtsverletzungen wie Vergewaltigungen. Im Jahr 2015 unterzeichnete sie den Nationalen Waffenstillstandsvertrag (kurz NCA).
Unabhängig von der SSA-S entwickelte sich die SSA-N. Die SSA-N entwickelte sich aus Shan Einheiten der Kommunistische Partei Birmas (kurz CPB), welche 1989 gegen die burmesisch dominierte Führung der Partei rebelliert hatten. Dabei handelte es sich um Truppen die ursprünglich zur SSA gehōrt hatten. Die Rebellen unterschrieben einen Waffenstillstand und bekamen dafür von der Zentralregierung ein von ihnen kontrolliertes und verwaltetes Gebiet zugesprochen, die Special Zone 3 des Shan-Staates. In der Vergangenheit kam es zu heftigen Gefechten zwischen der SSA-S und der SSA-N um Gebiete im zentralen Shan-Staat. Die SSA-N gilt als ein enger Verbündeter der UWSA die ebenfalls nach der Rebellion gegen die CPB 1989 gegründet wurde, und ebenfalls eine Special Zone, mit der Nummer 2 als Verwaltungsgebiet bekommen hatte. Beide verfeindeten Shan Armeen erklärten sich im Bürgerkrieg nach dem Militärputsch am 1. Februar 2021 als Neutral und unterschrieben 2023 einen Waffenstillstand, der nach anfänglichen Problemen auch eingehalten worden ist. In den Jahren nach 2015 war die SSA-S tief in die Gebiete der SSA-N vorgedrungen, wurde aber mit Hilfe der UWSA und der Ta’ang National Liberation Army (kurz TNLA) wieder in den Süden des Staates abgedrängt. Die Zentralregierung hatte die SSA-N massiv unter Druck gesetzt ihre Waffen niederzulegen oder in Milizen unter Militäraufsicht umgewandelt zu werden. Einige Brigaden der SSA-N liefen zu SSA-S über. Nachdem sich die SSA-N weigerte unter die Kontrolle des Militärs gestellt zu werden, griff die Armee 2015 das Hauptquartier der SSA-N in Wan Hai an. Diese Situation nutzte die SSA-S aus. Die SSA-N unterzeichnete den NCA im Gegensatz zur SSA-S nicht.
In der Verfassung von 2008 bekamen weder die SSA-N noch die SSA-S Gebiete zur eigenen Verwaltung zugewiesen, da die Shan ja die Mehrheitsbevölkerung im Shan-Staat stellen. Im Gegensatz dazu verfügen die Wa (UWSA) und die De’ang (TNLA) über sogenannte Special Administrative Zones, also Gebiete mit Selbstverwaltung. (Die Wa und die De’ang sind kulturell eng miteinander verbunden) Weitere Gebiete mit Selbstverwaltung erhielten die Pa'o, die Danu und die Kokang Chinesen. Besonders die Kokang Chinesen mit ihrer eigenen Armee der Myanmar Nationalities Democratic Alliance Army (Kurz MNDAA) und die TNLA konnten ab Oktober 2023 mit der gemeinsamen Operation 1027 große Gebiete mit Shan Bevölkerung im Shan-Staat einnehmen. Die MNDAA eroberte im Juni 2024 die wichtige Stadt Lashio. Aber auch die UWSA konnte ihr Einflussgebiet erweitern, auf Kosten der Shan Armeen. Die UWSA erreichte dies ohne einen Schuss abzufeuern, durch Verhandlungen mit der Militärregierung und durch die Übernahme der Verwaltung von Gebieten, welche die MNDAA überrannt hatte, aber an die UWSA abgegeben hatte. Die MNDAA ist auch aus der Rebellion 1989 gegen die CPB Führung entstanden. Eine weitere Armee, welche in den Shan-Staat vorrückte ist die Kachin Independence Army (kurz KIA). Auch die Kachin bewohnen Gebiete im Shan-Staat. Die KIA wurde dabei massiv von der Arakan Army (kurz AA) unterstützt.
Es ist zu erwarten, dass es in Zukunft zu bewaffneten Auseinandersetzungen zwischen den Bürgerkriegsparteien im Shan-Staat kommen könnte. Die TNLA fordert einen eigenen Staat, weit über das Gebiet ihrer Special Administrative Zone hinaus. Auch die MNDAA versucht ihr Gebiet zu erweitern. Und die Wa würden ihre zwei getrennten Regionen gerne über Kengtung miteinander verbinden. Dies würde auf Kosten der Shan Bevölkerung gehen. In der Vergangenheit nutzte das Militär die Differenzen der Shan Armeen geschickt aus. So wurde abwechselnd die SSA-N und die SSA-S vom Militär mit Waffen und Lastwagen unterstützt. 2015 kamen Gerüchte auf, dass das Militär die SSA-S unterstützt hat um in Gebiete der SSA-N vorzudringen, 5 Jahre später hätten sie die SSA-N und TNLA unterstützt die SSA-S wieder zu vertreiben. Militäranalysten glauben das Militär würde die „divide and rule“ Technik einsetzen um einen gemeinsamen Kampf der Shan Armeen gegen die Zentralregierung zu verhindern. Gegen eine kombinierte Kraft der ethnischen Armeen hätte die Zentralregierung keine Chance. Doch die Shan Armeen würden abwarten. Während die Wa, De’ang und Kokang für eigene Staaten kämpfen, verfügen die Shan ja bereits über einen eigenen Staat. Deswegen fordern sie von der Militärregierung Zugeständnisse in Fragen der Autonomie, als Belohnung für ihre Neutralität.

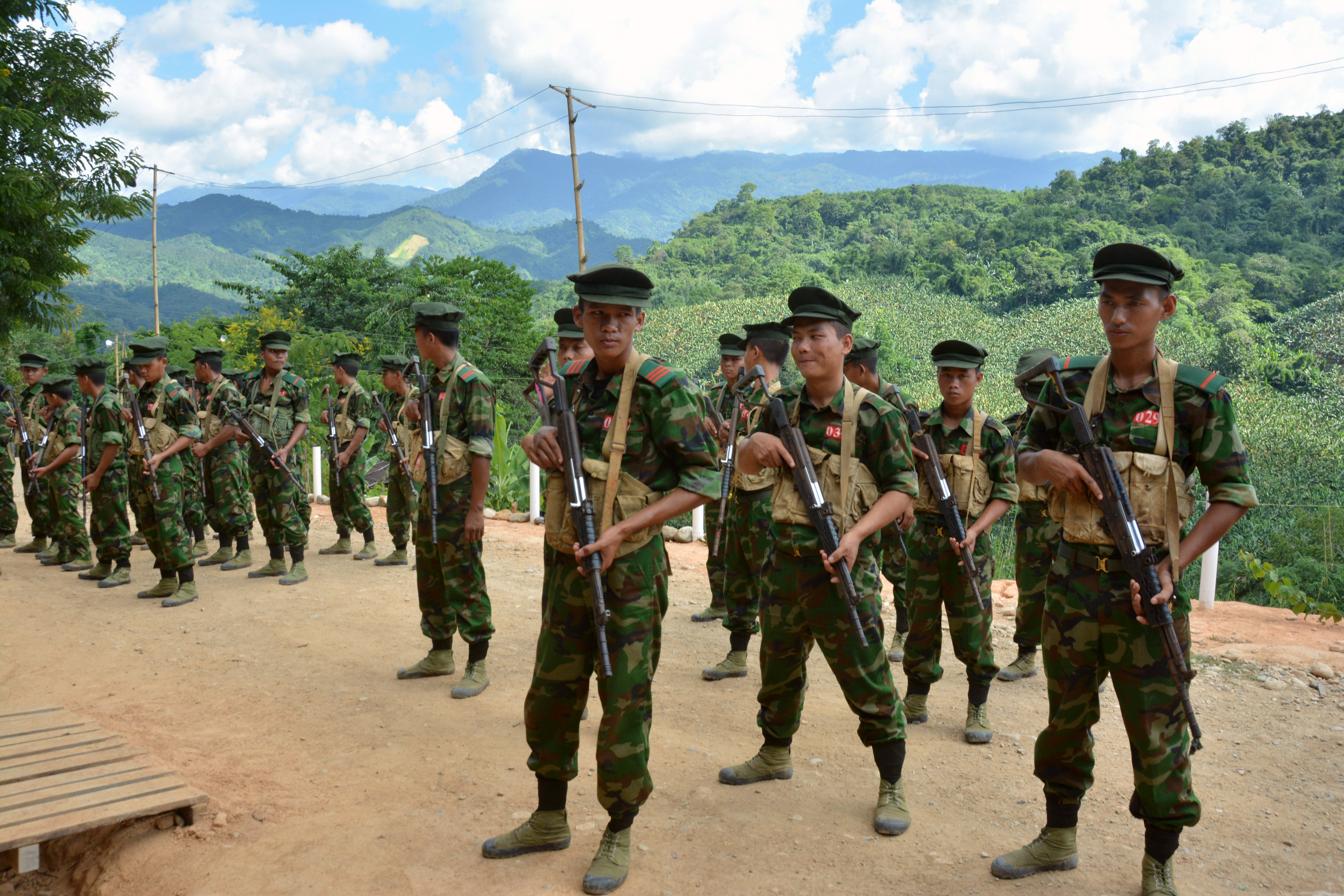
Die Kachin Independance Army (KIA) ist im Kachin und im Shan-Staat aktiv. Im Kachin-Staat bekämpft sie die Shan Milizen. Aber auch im Shan-Staat gibt es Spannungen mit der Shan State Progress Party – Shan State Army-North. Die Shan werfen der KIA Völkermord vor.

Im Kachin-Staat gibt es eine bedeutende Shan Minderheit. Die Mehrheit bilden aber die ethnischen Kachin. Die 300.000 starke Volksgruppe bekam 1948 keinen eigenen Staat, sondern wurden Teil des Kachin-Staates. 1989 gründeten Vertreter der Shan Minderheit die Shanni Nationalities Army (kurz SNA). Die SNA war über Jahrzehnte bedeutungslos. Erst nach dem Militärputsch und dem Widerstand der KIA, wurde die SNA bedeutungsvoll, als Miliz der Militärregierung. Die SNA wirft der KIA Völkermord vor.

## Religion und Kultur

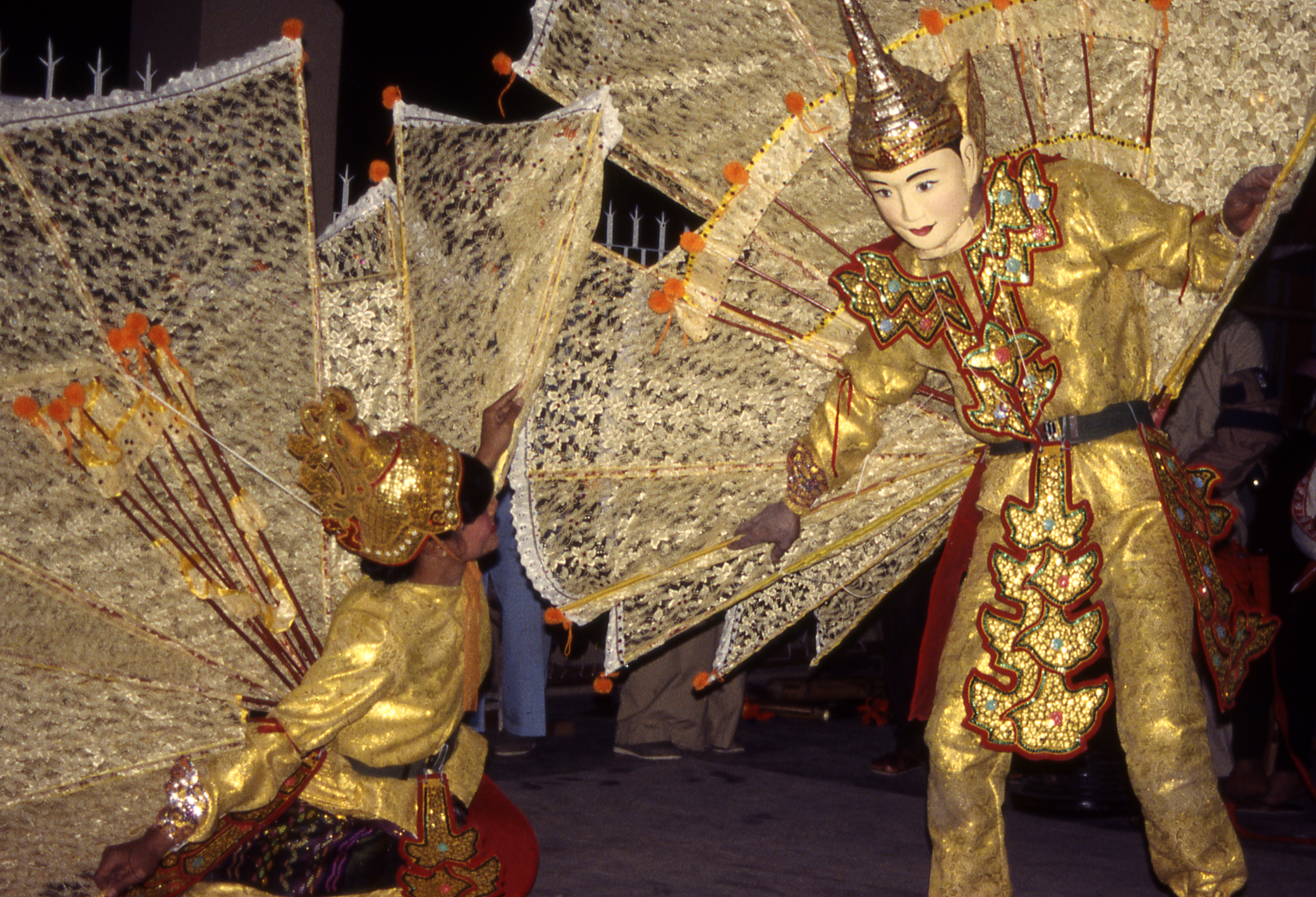
Pfauentanz der Shan

Die meisten Shan sind Buddhisten, aber auch Hinduismus, Islam und Animismus sind verbreitet.
Die gleichnamige Sprache Shan (ၵႂၢမ်းတႆ gesprochen kwam tai, ภาษาไทใหญ่, ausgesprochen paasaa tai yai oder auch ภาษาฉาน, ausgesprochen paasaa djaan) gehört, wie Thai, zu den Tai-Sprachen. Sie wird mit der Shan-Schrift (တူဝ်လိၵ်ႈတႆ, ausgesprochen tua lik tai) geschrieben. Die meisten Shan sind Bauern und leben vom Anbau von Reis, Gemüse, Soja und Obst, aber auch Edelsteine und Teakholz werden in der Region gewonnen. Traditionell sind Schmiede- sowie Gold- und Silberarbeiten. Der Anbau von Opium ist weit verbreitet, liegt aber zum großen Teil in den Händen der Regierungsarmee.